# Volta a Andalusia 1925
La Volta a Andalusia 1925 va ser la 1a edició de la Volta a Andalusia. La cursa es disputà entre el 28 d'octubre i l'1 de novembre de 1925, amb un recorregut de 735,0 km repartits entre un cinc etapes. El vencedor final fou l'espanyol Ricardo Montero, que s'imposà per tan sols 2 segons a Victorino Otero.

## Etapes
| Etapa | Data          | Recorregut         | Km    | Vencedor d'etapa | Líder de la general |
| ----- | ------------- | ------------------ | ----- | ---------------- | ------------------- |
| 1ª    | 28 d'octubre  | Sevilla - Còrdova  | 131,0 | Ricardo Montero  | Ricardo Montero     |
| 2ª    | 29 d'octubre  | Còrdova - Còrdova  | 183,0 | Victorino Otero  | Victorino Otero     |
| 3ª    | 30 d'octubre  | Màlaga - Algesires | 140,0 | Telmo García     | Victorino Otero     |
| 4ª    | 31 d'octubre  | Algesires - Cadis  | 125,0 | Telmo García     | Victorino Otero     |
| 5ª    | 1 de novembre | Cadis - Sevilla    | 156,0 | Telmo García     | Ricardo Montero     |

## Classificació final
|    | Ciclista             | Equip | Temps        |
| -- | -------------------- | ----- | ------------ |
| 1  | Ricardo Montero      |       | 29h 32' 34"  |
| 2  | Victorino Otero      |       | + 2"         |
| 3  | Telmo García         |       | + 15' 20"    |
| 4  | Domingo Gutiérrez    |       | + 19' 24"    |
| 5  | Segundo Barruetabeña |       | + 27' 28"    |
| 6  | José Luis Miner      |       | + 35' 23"    |
| 7  | Silvestre Ginard     |       | + 58' 27"    |
| 8  | Manuel López         |       | + 1h 10' 16" |
| 9  | Demetrio Del Val     |       | + 1h 15' 22" |
| 10 | Lucas Jauregui       |       | + 1h 19' 19" |